# Шиллер, Леон
Леон Шиллер (пол. Leon Schiller, полное имя и фамилия — Леон Войцех Ежи Шиллер де Шиндельфельд; 14 марта 1887[…], Краков, Цислейтания[…] — 25 марта 1954[…], Варшава[…]) — польский театральный режиссёр, критик и теоретик театра, сценарист театральных и радиоспектаклей, композитор.

## Биография
Леон Шиллер родился 14 марта 1887 года в Кракове, Австро-Венгрия, в австрийской ополяченной семьи. Учился в гимназии Святой Анны в Кракове (1897—1905), закончил заочно бакалавриат в 1906 году, после чего изучал философию и полонистику в Ягеллонском университете и Сорбонне.
Леон Шиллер дебютировал как певец кабаре в 1906 году, режиссёрскую деятельность начал в 1917-м в Польском театре в Варшаве. В 1922 выступал в театре «Редут». В 1924—1926 (совместно с В. Хожицей и А. Зельверовичем) возглавил Театр имени Богуславского в Варшаве, где поставил спектакли «Роза» Жеромского (1926) и «Божественная комедия» Красинского (1926). После закрытия театра властями Шиллер перешёл в Польский театр, где ставил произведения польской и мировой классической драматургии. Спектакли Шиллера «Самуэль Зборовский» (1927) и «Кордиал» (1930) Юлиуша Словацкого, «Болеслав Смелый» (1929) и «Освобождение» (1935) Станислава Выспянского, «Юлий Цезарь» Шекспира (1928) проникнуты бунтарским революционной романтикой. Выдающимся достижением Шиллера в утверждении героического монументального театра стала постановка «Дзядов» Адама Мицкевича на сцене Большого городского театра (1932, сейчас Львовский национальный академический театр оперы и балета имени Соломии Крушельницкой). Протестом против социальной несправедливости буржуазного мира того времени были проникнуты постановки Шиллера «Трёхгрошовая опера» Бертольта Брехта (1929), «Цианистый калий» Ф. Вольфа (1930, Городской театр, Лодзь), «Гарчи, Китай!» Сергей Третьяков (1932, «Большой городской театр», Львов).
С 1933 года Леон Шиллер был руководителем режиссёрского факультета основанного им и Александром Зельверовичем в 1932 году Государственного института театрального искусства. В 1935 году Шиллер был награждён золотыми Академическими лаврами Польская академия литературы «за распространение любви к польской драматургической литературе».
Во время Второй мировой войны после репрессий, вызванных убийством в марте 1941 года актёра Иго Сыма, Леона Шиллера арестовали и отправили в концлагерь Освенцим. В мае того же года его сестра Анна Яцковская выкупила Шиллера за 12 000 злотых, полученных за проданные драгоценности. Участвовал в Варшавском восстании, после подавления которого попал в концлагерь Мурнау. После освобождения в 1944 году американской армией Шиллер переехал в Линген неподалёку от голландской границы и основал Народный театр им. Богуславского. После войны Леон Шиллер руководил также Театром Войска Польского в Лодзи (1945—1949) и Польским театром в Варшаве (с 1949).
В 1946 году Леон Шиллер организовал театральную школу в Лодзе, с 1951 года руководил отделом театра Государственного института искусств в Варшаве, созданным по его инициативе, редактировал журнал «Театральный дневник», был председателем Союза польских артистов театра и кино.
В 1948 и 1952 годах году Шиллер был отмечен Государственной премией Польской Народной Республики. В 1950 году президентом Польши Болеславом Берутом он был награжден орденом Знамени I степени; в 1953 году — награждён Золотым Крестом за заслуги.
Шиллер является автором многочисленных статей и рецензий по вопросам театра и кино.
Умер Леон Шиллер 25 марта 1954 года в Варшаве. Похоронен на кладбище Воинские Повонзки.